# Люббов
Люббов (нім. Lübbow) — громада в Німеччині, розташована в землі Нижня Саксонія. Входить до складу району Люхов-Данненберг. Складова частина об'єднання громад Люхов.
Площа — 19,52 км2. Населення становить 800 ос. (станом на 31 грудня 2021).